# 우라이구

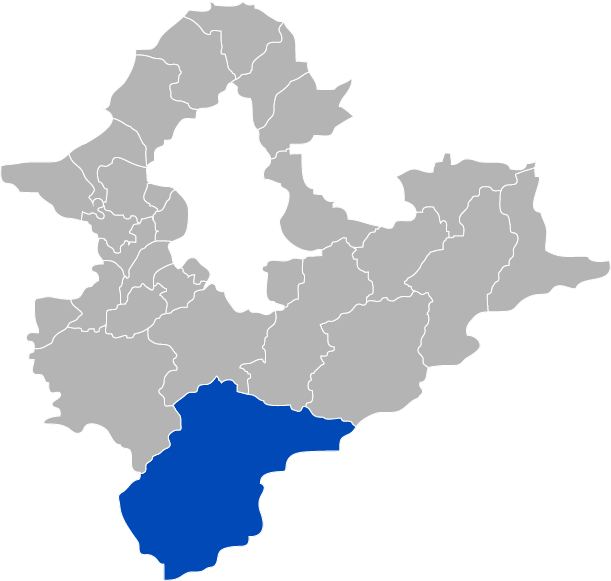
우라이구의 위치

우라이구(한국어: 오래구, 중국어: 烏來區, 병음: Wūlái Qū)는 중화민국 신베이시의 구이다. 넓이는 321.1306km2이고, 인구는 2015년 8월 기준으로 6,146명이다.

## 지리
우라이구는 신베이시의 최남단, 쉐산산맥과 자리산맥의 사이에 위치하고 있다. 동북쪽은 핑린구, 스딩구와 접하고 있다. 북쪽은 신뎬구와 접하고, 서북쪽은 싼샤구, 서남쪽은 타오위안시 푸싱구와 동남쪽은 이란현 자오시향, 위안산향, 싼싱향 및 다퉁향과 접하고 있다. 면적 321.1306km2로 타이베이현 전체의 15.6%를 차지해 타이베이현 최대의 향진이다.

## 역사
청대 중기, 아타얄족 사람들이 이곳에 와 정주하고 있었다. 전설에 의하면 그들의 조상은 난터우현 런아이향의 핀스브칸(Pinsebukan, 바위가 갈라진 곳이라는 의미)에 거주하고 있었지만, 인구 증가로 일부가 북쪽으로 이동해, 도광 연간에 찰아공사의 아유가족이 현재의 우라이촌, 중즈촌 일대로 옮겨왔다.
1895년, 일본의 통치가 시작되면서 우라이는 다이호쿠현의 관할이 되었다. 1901년, 행정 개편을 해 신코청의 관할이 되었고, 이후 다이호쿠청 신텐 지청의 관할이 되었고, 1920년에는 다이호쿠주 분산군의 관할이 되었다.
1946년, 중국 국민당의 타이완 통치가 시작되면서, 우라이 지역에서 지방 자치가 실시되어 이곳에 우라이향이 설치되어 원산구의 관할하에 놓여졌다. 1946년 6월 15일, 우라이 공소가 성립했고, 그 아래에 우라이, 신셴, 중즈, 샤오이, 후산의 5촌이 설치되었다. 1949년 3월 1일, 베이펑구 관할로 변경되었고, 1950년 8월에 구가 폐지되면서 타이베이현 직할로 변경되었다.